# USS Seawolf (SSN-21)
USS Seawolf (SSN-21) (Сивулф, с англ. — «морской волк, рыба-волк», по названию рыбы Anarhichas lupus) — первая американская подводная лодка одноимённого типа.

## История создания
Построена компанией Electric Boat (кораблестроительное подразделение компании General Dynamics) на верфи города Гротон (шт. Коннектикут).
Заложена 25 октября 1989 года, 
спущена на воду 24 июня 1995 года, 
введена в состав флота 19 июля 1997 года.
Подводные лодки «Сивулф» разрабатывались как ответ на появление в советском флоте субмарин нового поколения проекта 971 «Щука-Б» и были призваны заменить подводные лодки типа «Improved Los Angeles». Первоначально планировалась постройка серии из 30 субмарин, затем число планируемых лодок сократили до 12, а после распада СССР, когда в строительстве находился только головной корабль проекта, обсуждалось полное прекращение строительства серии. В итоге состав серии был ограничен тремя кораблями, которые оказались самыми совершенными по комплексу характеристик и самыми дорогими субмаринами из всех построенных ранее.
Основной задачей, поставленной перед проектировщиками, было радикальное снижение шумности лодки. Это было достигнуто путём применения звукоизолирующего покрытия нового поколения, отказа от винта в пользу водомётного движителя, разработанного в Великобритании для субмарин типа «Trafalgar», широкого внедрения датчиков шума (600 датчиков против 7 у АПЛ типа «Los Angeles»). Лодка оснащены современными средствами обнаружения.

## Силовая установка
Ядерный реактор подводной лодки разрабатывался на конкурсной основе. В его разработке участвовали два казённых учреждения Министерства атомной энергетики США, администрируемые частными подрядчиками, — Лаборатория атомной энергетики им. Беттиса в Вест-Миффлине, штат Пенсильвания (Westinghouse Electric Corporation) и Лаборатория атомной энергетики им. Ноллса в Нискиюне, штат Нью-Йорк (General Electric Company). В итоге победил проект реактора типа S6W корпорации Westinghouse. В обеспечении конкурсантов необходимыми комплектующими для изготовления реакторов участвовало пятнадцать компаний-поставщиков по государственному подряду флота или корпоративному субподряду.

## Служба
За время службы лодка совершила несколько походов в Северную Атлантику и Средиземное море. 
30 августа 2015 года лодка совершила всплытие в районе Северного полюса.
В 2020 году Шестой флот ВМС США раскрыл, — что является необычным, — сведения о местонахождении подлодки на 21 августа: близ норвежского Тромсё.